# كيري هدسون
كيري هدسون (بالإنجليزية: Kerry Hudson)‏ هي كاتِبة بريطانية، ولدت في 1980 في أبردين في المملكة المتحدة.